# 남아프리카 노동당 (1910년)
남아프리카 노동당(영어: South African Labour Party; SALP, 아프리칸스어: Suid-Afrikaanse Arbeidersparty)은 1910년 남아프리카 연방이 출범함에 따라 트란스발 독립노동당과 나탈 노동당이 합당해서 만들어진 정당이다. 백인 노동계급을 대변하는 정당으로서 경제적으로는 좌파, 문화적으로는 우파 성향이었다.
주요 지지 기반은 도시의 백인 노동자들이었으며, 백인 노동자들의 기득권을 흑인 및 기타 유색인종 노동자들로부터 보호하는 것이 존재기간 내내 주요 목표였다.